# Rudolf 4. af Østrig
Rudolf IV der Stifter (grundlæggeren) (1. november 1339 – 27. juli 1365) var et medlem af Huset Habsburg og hertug (selvproklameret ærkehertug) af Østrig fra 1358 til 1365.

## Biografi
Rudolf blev født i Wien og var ældste søn af Albrecht 2., hertug af Østrig og Johanna von Pfirt. Som 3. generation af habsburgske hertuger i Østrig var han den første, der blev født i landet. Han betragtede Østrig som sit hjem, og det gav ham stor popularitet. Han var en af de mest aktive og energiske østrigske herskere fra den sene middelalder, og som ung havde han, hvad der skulle til for at blive en god konge.
Han blev gift med Katharina af Luxemburg datter af kejser Karl IV. Ivrig efter at konkurrere mod sin svigerfar, som havde gjort Prag til et center for kultur, higede Rudolf efter at hæve Wiens til samme højde eller enddog til en betydeligere by.
I mere end et århundrede var habsburgerne irriteret over, at paverne ikke havde gjort Wien til et selvstændigt stift, som passede for et hertugsæde. Biskopperne af Passau, stiftet med Wien, havde fremragende kontakter til paven, men var mod Wiens ønske om at blive selvstændigt. Rudolf tog initiativet til opførelsen af katedralen Stephansdom. Provsten for afdelingen modtog titlen ærkestiftsfuldmægtig af Østrig.
Rudolf udvidede Stephansdom med et gotiske kirkeskib. Rudolf havde ladet sig afbilde på katedralens indgang. Byggeriet kan ses som et forsøg på at konkurrere med St. Vitus Katedral i Prag.
Ved grundlæggelsen af Wien Universitet i 1365 søgte Rudolf at konkurrere med Karl IV's Karlsuniversitetet i 1348 (Alma Mater Rudolphina). I dag er Wiens Universit det ældste stadigt fungerende universitet i de tysktalende lande. Det teologiske fakultet blev oprettet 20 år efter Rudolf død.
For at forbedre Wiens økonomi introducerede Rudolf fx overvågning af hussalg af borgmesteren. Han fik også indført en stabil valuta, den såkaldte Wiener Pfennig.
Rudolf er mest kendt for forfalskningen af privilegier: Privilegium Minus til Privilegium Maius. Han kom nu på højde med kurfyrsterne i det Tysk-romerske rige. Det kunne kompensere for, at Østrig ikke havde fået en stemme i den gyldne bulle. Rudolf opfandt titlen ærkehertug. Den blev titlen for alle mandlige medlemmer af huset Habsburg i det 16. århundrede.
I 1363 sikrede Rudolf sig arveret efter grevinde Margrete Maultasch af Tyrol. Det bragte Tyrol under østrigsk herredømme efter hendes død i 1369, da hendes svoger Stephan II havde invaderet landet. Året efter indgik han en ny aftale om arv med sin svigerfar, kejser Karl, hvilket gav samarv mellem Huset Habsburg og Huset Luxemburg.
På trods af hans højtflyvende planer og ideer modernisere han sin by og sine territorier, hvorved han hævede agtelsen af dem betydeligt. Hans pludselige død sinkede den proces. Hans brødre Albrecht III og Leopold III, som skulle dømme forenet under Rudolfinische Hausordnung (Rudolfiske Husregler), blev uenige og enedes om at dele Habsburg-territorierne mellem sig i 1379.
Rudolf døde i Milan i 1365. Han og hans dronning ligger begravet i Stephansdom i Wien.